# Bottlesford
Bottlesford – wieś w Anglii, w hrabstwie Wiltshire. Leży 29 km na północ od miasta Salisbury i 121 km na zachód od Londynu.